# Hyacinthe Belbéoc'h
Pour les articles homonymes, voir Belbéoch.
Hyacinthe Belbéoc'h, né le 11 août 1900 à Pouldavid-sur-Mer et mort le 3 octobre 1982 à Douarnenez, est un ingénieur agronome et homme politique français.

## Biographie
IHyacinthe Belbéoc'h est le fils de Pierre Hyacinthe Belbéoc'h, agriculteur et maire de Pouldergat entre 1912 et 1919, puis en 1944 ainsi que maire de Pouldavid-sur-Mer entre 1919 et 1925. Son frère, Eugène Alexandre Belbéoc'h est le beau-frère de l'industriel breton René Bolloré, étant marié à Eugénie Bolloré, fille du médecin Jean-René Bolloré.
En 1951, il se présente aux élections cantonales dans le Finistère, sur une liste menée par le Centre national des indépendants et paysans (CNIP) dans le canton de Douarnenez où il recueille 22,94 % des voix au premier tour.
Il préside de 1956 à 1978 l'Office central (à l'origine de Triskalia, Eureden, Groupama Loire-Bretagne et du Crédit mutuel de Bretagne), ainsi que la Coopérative des agriculteurs du Finistère et des Côtes-du-Nord de 1953 à 1967. À l'Office central, il est l'homme des transformations et participe à la création du Crédit mutuel de Bretagne (CMB), puis en étant son président jusqu'à ce qu'il passe la main à Louis Lichou en 1979,. Il présidera par la suite la chambre d'agriculture de Bretagne, la chambre d’agriculture du Finistère et sera vice-président du CELIB.
Le 11 mai 1968, alors que les départs dans l'agriculture s'accélèrent, le Comité d'étude et de liaison des intérêts bretons (CELIB) demande à être reçu par le Premier ministre Georges Pompidou. Le 31 mai, il est alors reçu avec René Pleven, Paul Ihuel, Gabriel de Poulpiquet, Georges Lombard, Henri Ducassou, Jean Rohou, Joseph Martray et Georges Pierret à Matignon par le Premier ministre Georges Pompidou pour près d'une heure et demi de négociations,. Celles-ci permettent l'obtention d'engagements forts de l'État en Bretagne sur plusieurs années, dont la construction du port de Roscoff - Bloscon, du Plan routier breton, du centre océanographique de Bretagne (futur Ifremer) ou encore de l'amélioration des liaisons ferroviaires et aériennes vers la Bretagne.
En 2011, Yves Le Baquer, ancien directeur général du Crédit mutuel de Bretagne de 1984 à 1996 dit de Hyacinthe qu'il se souvient d'un homme « d'une grande bonté ».